# جب الدم (الباب)
جب الدم  قرية سوريّة تتبع إداريّاً لمحافظة حلب منطقة الباب ناحية عريمة، بلغ تعداد سكانها 1,550 نسمة حسب التعداد السكاني لعام 2004.